# 잉와 왕국

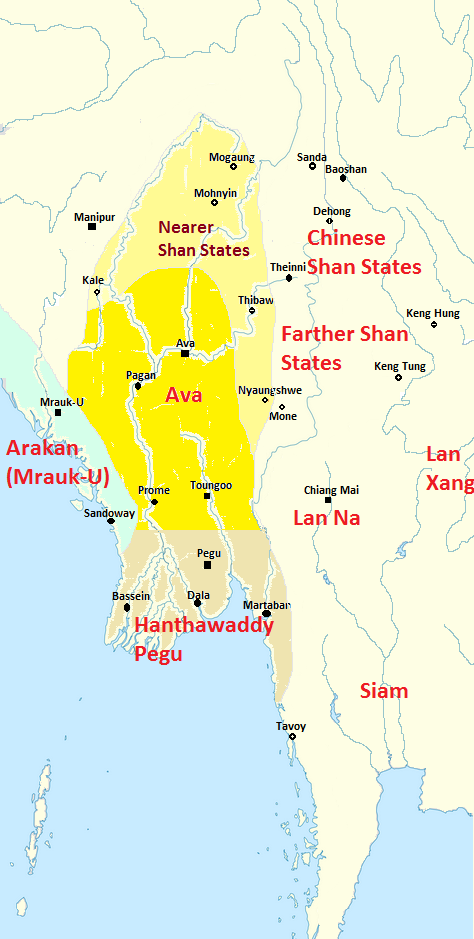
1450년 경의 잉와

잉와 왕국(버마어: အင်းဝခေတ် 잉와 킷) 또는 아바 왕국(Ava Kingdom)은 1364년부터 1555년까지 미얀마 북부(상미얀마)를 통치한 왕국이었다. 북부 미얀마의 잉와를 수도로 삼고 일어난 샨족의 왕조이다. 버마인이 세운 버간 왕국을 대신하여, 샨족의 떠도민뱌가 1365년 창건해서 남부 미얀마의 따웅우, 버고와 더불어 3국이 정립했다. 그후 버마인의 퉁구가 몬족의 페구를 병합하고, 다시 1555년에 잉와 왕국도 멸망시켰다. 샨족은 자기들의 왕조가 망하고 버마인의 왕조하에서도 버마인의 왕을 ‘잉와의 금전(金殿) 주인’이라고 불렀다.

## 같이 보기
- 미얀마의 군주